# Joseph Alphonse Letaille
Joseph Marie Alphonse Letaille, né le 29 janvier 1854 dans l'ancien 11e arrondissement de Paris et mort le 6 février 1912 dans le 6e arrondissement de Paris, est un militaire, explorateur et archéologue français qui a mené des expéditions archéologiques et épigraphiques en Afrique du Nord.

## Biographie
Fils de Charles Letaille, éditeur pontifical et imprimeur d'images religieuses, et de Marie Gabrielle Zénaide Hainque, il étudie à l'École pratique des hautes études et à l'École du Louvre.
À partir de 1881, il est chargé de missions archéologiques et épigraphiques par le ministère de l'Instruction publique et des beaux-arts, l’Académie des inscriptions et belles-lettres et la direction des musées nationaux.
Il se marie en juillet 1904 avec Thérèse Bédo, dont il a deux filles nées en 1904 pour l'une et en 1909 pour l'autre.

## Travaux et expéditions archéologiques
Joseph Letaille mène des expéditions nombreuses de 1880 à 1902.
Ses expéditions le menèrent entre autres en Algérie, en Tripolitaine et en Tunisie où il travaille sur le site archéologique de Makthar, où il découvre en 1882, l'épitaphe du « moissonneur de Mactar » qui relate l'ascension sociale d'un journalier agricole et finit par intégrer le sénat de sa cité ; c'est un document d'une valeur inestimable pour décrire la vie économique des campagnes et le processus de renouvellement des élites municipales au IIIe siècle. Cette stèle est également au cœur d'une controverse entre historiens connue sous le nom de problème de Cirta. Cette pièce, appartenant aux collections du musée du Louvre, est conservée au musée du Louvre Abou Dabi. 
Il rencontre en 1883 en Tunisie Julien Poinssot envoyé par Charles Tissot à la recherche de Zama, que Letaille découvre en 1885.
Il parcourt également le Maroc en 1886 et Malte en 1888. Il collabore en 1889-1890 avec Auguste Audollent pour une campagne d'estampage en Algérie. En 1891, il participe à la campagne menée avec Charles Champoiseau et aboutissant au dégagement de la proue de navire de la Victoire de Samothrace.

## Distinctions
- Chevalier du Nichan Iftikhar le 9 octobre 1886 ;
- Officier de l'ordre des Palmes académiques ;
- Chevalier de la Légion d'honneur le 24 janvier 1912[4], très peu de temps avant sa mort qui intervient avant la date prévue pour la remise de sa décoration.